# Сміхотворний газ
«Сміхотворний газ» (англ. Laughing Gas) — американський короткометражний фільм 1914 року за участю Чарлі Чапліна.

## Сюжет
Чарлі — помічник дантиста, який постійно конфліктує зі своїм маленьким колегою та пацієнтами. Одного разу дантист, вирвавши зуба пацієнту, виявляє, що той знепритомнів. Злякавшись, він посилає Чарлі до аптеки по ліки, однак той не може обійтись без пригод: він вибиває зуба перехожому і зриває сукню з жінки, котра виявилась дружиною дантиста. Вона викликає чоловіка додому, щоб розповісти про пригоду, а пацієнт на той час вже приходить до тями і йде геть. Тим часом Чарлі повертається на роботу й починає загравати з пацієнткою. Невдовзі там з'являється людина, котрій Чарлі вибив зуба. Розпочинається бійка.

## У ролях
- Чарльз Чаплін — помічник стоматолога
- Фріц Шод — стоматолог
- Еліс Хауелл — дружина стоматолога
- Слім Саммервілл — пацієнт
- Джозеф Свікард — пацієнт
- Мак Свейн — пацієнт
- Хелен Карратерс — пацієнт
- Фред Хіббард — пацієнт
- Джин Марш — пацієнт